# La Grande Menace (Lefranc)
Pour les articles homonymes, voir La Grande Menace.
La Grande Menace est le premier tome de la série Lefranc écrit et dessiné par Jacques Martin, prépublié dans Tintin belge no 21/52 du 21 mai 1952 au no 31/53 du 6 août 1953 (en France du no 193 du 3 juillet 1952 au no 256 du 17 septembre 1953), avant d'être édité en 1954 par les Éditions du Lombard.

## Résumé
À un poste de douane à la frontière franco-suisse, près de Bâle, une Bentley venant de Suisse s'arrête pour les formalités. Venue de France, une vieille voiture s'est immobilisée, en panne. Alors qu'un douanier français veut contrôler le contenu du coffre de la Bentley, il laisse tomber sa torche électrique, qui heurte le pare-chocs. Le douanier regarde l'impact et découvre que le pare-chocs est en or. Il est aussitôt assommé par le chauffeur de la Bentley, tandis que le conducteur de la vieille voiture, qui est un complice, met le feu à son véhicule et monte dans la Bentley, qui démarre. Aveuglés par la fumée de l'incendie, les douaniers français ne peuvent tirer. Le journaliste Guy Lefranc, en vacances, arrive à ce moment. Sa voiture est réquisitionnée par un des douaniers pour se lancer à la poursuite de la Bentley des bandits. Ceux-ci réussissent à semer les poursuivants grâce à un fumigène installé dans la voiture. 
Le lendemain, Lefranc accompagne l'inspecteur Renard pour examiner la Bentley que les trafiquants ont précipitée dans un ravin du Markstein. Lefranc reste seul aux abords du site. Un hélicoptère Bell 47B rouge arrive au-dessus de l'épave et la détruit avec une bombe, avant de repartir. Essayant de suivre l'aéronef, Lefranc se retrouve à Kaysersberg puis à Riquewihr où il déjeune. Un individu lui adresse un message disant qu'il a été suivi depuis Mulhouse et lui donne rendez-vous à 15 h au château du Haut-Koenigsbourg. Lefranc se rend sur place et fait la connaissance du jeune scout Jeanjean avant d'attendre son mystérieux interlocuteur. Il le découvre, assassiné, tenant dans sa main un message : "Lefranc attention Paris sous la Tour Noire". Le château est bouclé et l'inspecteur Renard est appelé à la rescousse. Mais l'assassin est armé et tire sur Lefranc qui se met à sa poursuite avec Jeanjean. On apprend pendant ce temps à la radio qu'un ultimatum est lancé par une organisation secrète qui exercera de sévères représailles sur une grande ville de France si plusieurs milliards de francs-or ne lui sont pas versés par le gouvernement français. Lefranc retrouve l'assassin. Au cours d'une lutte, celui-ci trébuche et tombe par la fenêtre du donjon. Il est retrouvé mort en contrebas.
Lefranc rencontre alors Jean Müller, journaliste de Vosges-soir, qui l'accompagne à l’hôtel Belvédère. Le journaliste fait cependant partie de l'organisation secrète et avertit celle-ci que Jeanjean est en train de rentrer vers son campement. L’organisation envoie deux malfrats, en voiture, qui proposent à Jeanjean de l’amener à son camp, leur but étant de le kidnapper. Mais, par une fausse manœuvre, la voiture s’écrase contre un arbre. Le soir, au restaurant de l’hôtel Belvédère, l'inspecteur Renard fait le point avec Lefranc et l'informe de l'ultimatum qui pourrait être lié à leur affaire. En discutant, ils aperçoivent Jeanjean évanoui, qui est revenu depuis le lieu de l'accident. Ils le transportent dans l’hôtel. Les deux hommes aperçoivent une Ford Vedette qui part précipitamment. Ils veulent se lancer à sa poursuite, mais l'inspecteur s’aperçoit que sa voiture a été sabotée et que celle de Lefranc est piégée.
Le lendemain, Jeanjan conduit l'inspecteur Renard et Lefranc sur le lieu où les kidnappeurs ont eu un accident, mais la voiture a disparu. Ils sont néanmoins attaqués par l'hélicoptère des bandits. L’inspecteur Renard, qui s’est souvenu du message adressé à Lefranc au Haut-Koenigsbourg, emmène ses policiers et Lefranc près des ruines du Schwarzeburg - château de la Tour Noire. Au milieu des ruines, ils font la connaissance d'Axel Borg, propriétaire du domaine. Celui-ci les invite dans sa somptueuse villa alsacienne située en contrebas et leur démontre qu'il n'y a pas de souterrain sous les ruines. De retour, l'inspecteur et Lefranc contemplent le site de loin et constatent qu'une usine de textile appartenant à Borg est située sous la colline au sommet de laquelle s'élève la Tour Noire. Avec des jumelles, ils voient également Müller arriver pour discuter avec Borg avec qui il paraît intime.
Lefranc décide de louer un avion afin de survoler la Tour Noire. Quand il décolle, accompagné de l'inspecteur Renard, ils voient l'hélicoptère rouge au loin. En le suivant, ils arrivent au château de la Tour Noire où l'hélicoptère a atterri. L'inspecteur filme la scène, mais leur avion est mitraillé par un canon de DCA de la Tour Noire. Lefranc esquive les coups. Lorsqu'il fait développer les films, ceux-ci s'avèrent voilés et inutilisables. L'inspecteur Renard décide de se rendre à Paris pour demander de l'aide directement au ministère de l'Intérieur. Alors qu'il va prendre le train, il voit que Borg y accompagne deux de ses hommes. L'inspecteur Renard organise un guet-apens à la gare de l'Est pour arrêter les deux hommes. Ceux-ci prennent la fuite, montent dans un taxi mais celui-ci a un accident et les deux bandits sont tués. On récupère, dans leur sacoche, un récipient contenant un bouillon de culture qui aurait pu contaminer la population de Paris. L'inspecteur Renard obtient un entretien auprès du ministre de l'Intérieur auquel il expose les faits. Le ministre demande au ministère de l'Air l'envoi d'un avion en reconnaissance photographique au-dessus de la Tour Noire.
Pendant ce temps, Lefranc découvre dans les archives de Colmar que la Tour Noire se situe sur un morceau de fortification abandonnée de la ligne Maginot. Il se rend avec Jeanjean à l'une des entrées d'un fortin et y pénètre avec deux policiers. Jeanjean tombe dans une cage d’ascenseur. Voulant aller chercher de l'aide, Lefranc découvre un chasseur Mistral de l'armée de l'air aux prises avec l'hélicoptère rouge. La DCA de la Tour Noire abat l'avion, mais celui-ci s'écrase sur l'hélicoptère. Les deux appareils sont complètement détruits. Lefranc et les policiers repartent en voiture.
Borg demande à ses sbires de nettoyer la scène et regagne son repaire sous-terrain. Puis il va rencontrer Lefranc à l’hôtel et le menace en lui montrant des photos de Jeanjean, blessé et prisonnier. Une lutte s'engage entre les deux hommes et Borg s'enfuit. Alors que l'inspecteur Renard retourne à Colmar en compagnie d'un général d'armée prêt à mener l'assaut contre la Tour Noire, Lefranc est kidnappé dans son lit et se réveille dans le repaire de Borg. Celui-ci lui fait découvrir ses installations : une usine textile servant à masquer ses activités, un garage, une fabrique de fausse monnaie, une soufflerie, un cyclotron, et son équipe de physiciens, chimistes, mathématiciens, avocats. C'est alors que l'alarme se déclenche, annonçant que des parachutistes et des militaires approchent. L’encerclement de la Tour Noire ne désarçonne pas Borg qui, par haut-parleur, somme militaires et policiers de quitter les lieux, sans quoi il ouvrira le feu. À Paris, le gouvernement étant sur le point de tomber, l'attaque est repoussée faute d'ordres mais Müller est fait prisonnier.
Borg fait connaître par radio un nouvel ultimatum : toutes les forces de l'armée et de la police du pays sont sommées de se rassembler dans un quadrilatère au sud de la Loire où il sera procédé à leur désarmement. L'or réclamé par son organisation devra être parachuté le lendemain, faute de quoi Paris sera détruit le lendemain soir. Affolés, les Parisiens quittent la capitale. Borg désire se servir de Lefranc comme monnaie d'échange contre Müller. Mais Lefranc s'est échappé et a libéré Jeanjean. Le général reçoit du ministre de l'Intérieur l'autorisation de poursuivre l'attaque mais la place est bien défendue, la DCA décime des bombardiers et les chars sont attaqués au canon. Poursuivis, Lefranc et Jeanjean se réfugient dans une salle technique mais se font déloger par des lance-flammes. Ils se cachent dans un aéronef en cours de test à la soufflerie puis s'échappent par un conduit d’aération , tandis que l'armée bombarde au napalm le site de la Tour Noire. Aux abois, Borg fait mettre en place son arme secrète, une fusée supersonique radiocommandée armée d'une bombe atomique.
Borg prévient par un nouveau message radio qu'il va devancer l'heure de la destruction de Paris. Aussi le gouvernement ordonne l'évacuation de la capitale. Cependant, Lefranc guide un groupe de soldats dans le conduit d'aération par où il s'est échappé, et ils atteignent le hall de commande où se trouve Borg, sans pouvoir l'empêcher de déclencher l'envoi de la fusée. Lefranc reprend les commandes et redresse de justesse la fusée avant qu'elle n'atteigne Paris puis l'envoie à l'ouest ou elle explose en pleine mer, dans la Manche. La capitale est sauvée et la menace a disparu. Borg, qui avait prévu un échec de dernière minute, s'est échappé par un souterrain, à l'aide d'une voiture.

## Personnages
- Guy Lefranc
- Jeanjean
- Inspecteur Renard
- Axel Borg
- Jean Muller, reporter du Vosges Soir, complice d'Axel Borg.
- Le brigadier de la douane française.
- Le ministre de l'Intérieur.
- Le professeur Cordier, microbiologiste.
- Le général Clermont.
- Le général Von Graf, chargé de la sécurité de la Tour Noire.

## Genèse

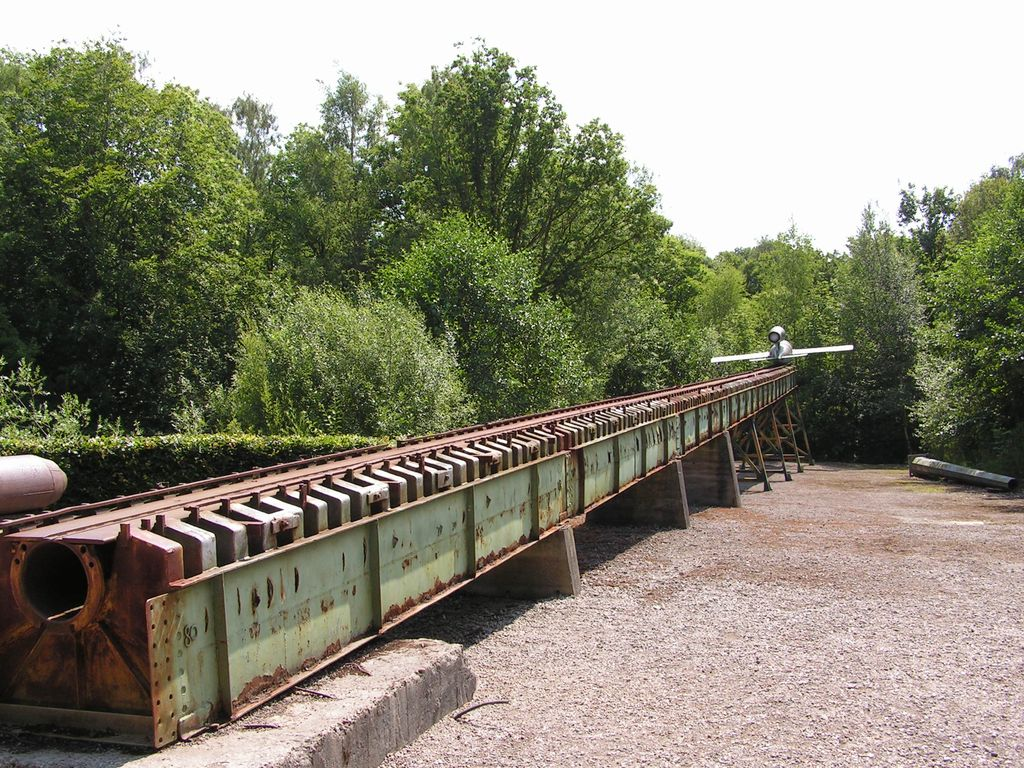
Une rampe de lancement de V1 située au blockhaus d'Éperlecques (Pas-de-Calais).

Dans des souvenirs tardifs, publiés sous forme d'interview en 2007, Jacques Martin a déclaré qu'il était allé en 1951 « en vacances dans les Vosges, au Col de Bussang. Il y avait là un tunnel, et les Allemands en avaient fait une base de lancement aérien pour bombarder Paris. Ils n'ont heureusement jamais pu s'en servir. Mais en 1951, les V1 étaient toujours là, désarmés, et gardés par un soldat. Je me suis dit que n'importe quel imbécile aurait pu mettre une bombe là-dedans ! » Selon un autre auteur, Jacques Lefranc faisait cette promenade en compagnie d'un ami d'enfance. Cependant, le tunnel de Bussang ne pouvait pas être celui que Jacques Martin a visité, car il n'avait jamais abrité d'installation militaire. Les V1, du reste, n'avaient qu'une portée maximum de 210 km, insuffisante pour atteindre Paris. C'est vraisemblablement le tunnel ferroviaire inachevé d'Urbès en Alsace que l'auteur a visité en 1951. Les Allemands y avaient installé pendant la Seconde Guerre mondiale, non pas une rampe de lancement de missiles V1, mais une usine d'armement à l'abri des bombardements, dans laquelle des détenus fabriquaient des pièces pour les V1 et les V2.
Frappé par ce qu'il avait vu, Jacques Martin a commencé à imaginer une histoire sur le chemin du retour et en a parlé alors avec la direction du journal Tintin : cette dernière a trouvé son récit excellent, mais l'a refusé, préférant que l'auteur poursuive les aventures d'Alix. Il a donc « insisté pour réaliser juste une histoire. Cela a été accepté à la condition qu'[il] transpose les personnages d'Alix et Enak à l'époque actuelle, d'où la création de Jean-Jean. »

### Naissance des personnages
Étant donné qu'Alix est un Gaulois, l'auteur a décidé que son alter ego moderne serait un Franc. Il l'a nommé Guy Lefranc et en a fait un grand reporter, dans la lignée de Joseph Kessel (1898-1979) et d'Albert Londres (1884-1932) qui menaient tous les deux une vie d'aventurier d'un bout du monde à l'autre. L'Enak moderne, qui deviendra le compagnon adoptif du journaliste, porte le surnom Jeanjean, qui était celui d'un jeune garçon, "que sa mère passait son temps à appeler", dans le même quartier que l'auteur. Pour le héros de cette aventure, il lui fallait un ennemi des années 1950, dans le genre d'Arbacès, qui ne cherche pas le pouvoir mais l'argent, un gentleman élégant et chevaleresque nommé Axel Borg. Ce nom est inspiré de la ville d'Axelborg, au Danemark.

### La Grande MenacedansTintin

Logo affiché dans le journal de Tintin en 1952.

Les premières pages de La Grande Menace furent publiées dans Tintin à partir du 21 mai 1952. L'album connut un grand succès avec près de soixante mille exemplaires vendus de son premier tirage.

## Véhicules

### Automobiles

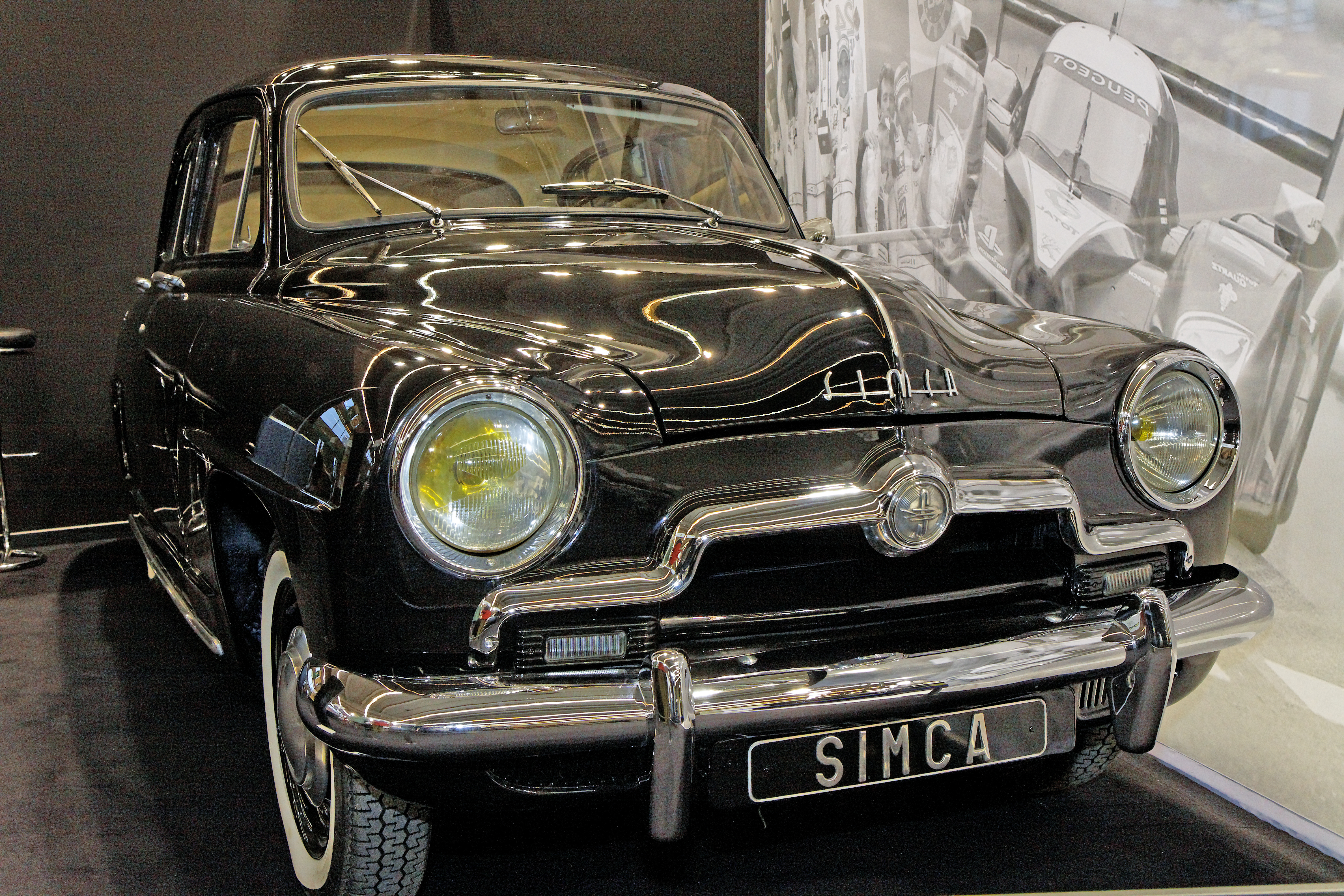
Une Simca 9 Aronde de 1952

- La Bentley R Type bleue et beige des malfrats.
- La Citroën B12 jaune d'un des bandits.
- La Simca 9 Aronde marron de Guy Lefranc.
- La Citroën 11 BL noire des policiers.
- La Ford Vedette bleue du journaliste complice d'Axel Borg.
- La Chrysler Windsor Saratoga marron des malfrats.
- Le taxi Renault Vivastella rouge et noir de la compagnie G7.
- La Renault Frégate beige, utilisée par le général de l'armée de l'air.
- La Ferrari 250 S marron d'Axel Borg.

### Avions

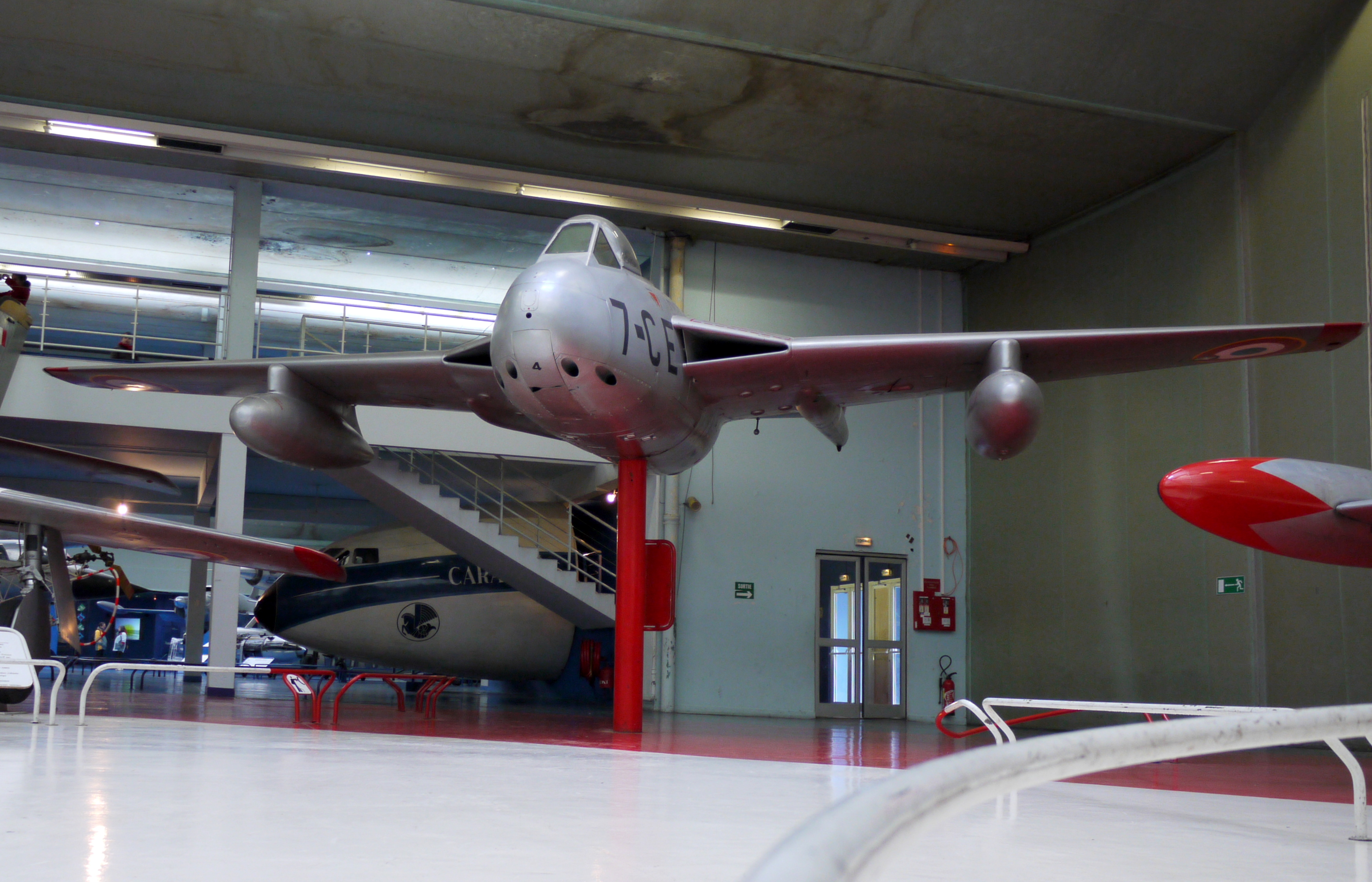
Un Mistral français, construit sous licence de Havilland

- Un hélicoptère Bell 47B rouge utilisé par les comparses de Borg
- Un Mistral est abattu par la DCA du repaire d'Axel Borg.
- Une escadrille de P-47 Thunderbolt conduit le premier assaut contre le repaire d'Axel Borg.
- Une escadrille d'Ouragan conduit l'assaut nocturne contre le repaire d'Axel Borg.
- Le petit avion de tourisme, loué par Lefranc et le policier Renard, est un Boisavia Mercurey (suivant le cartouche de la planche dans laquelle l'aéroclub loue l'appareil, avant le survol du Haut-Koenigsbourg.)